# Jeff VanderMeer
Jeff VanderMeer (Bellefonte, 7 juli 1968) is een Amerikaans auteur, uitgever en literair criticus.

## Biografie
VanderMeer werd geboren in Bellefonte, Pennsylvania, maar bracht een groot deel van zijn jeugd door op de Fiji-eilanden waar zijn ouders werkten voor het Peace Corps. Na zijn terugkeer in de Verenigde Staten woonde hij in Ithaca (New York) en Gainesville (Florida). Hij studeerde drie jaar aan de Universiteit van Florida en nam in 1992 deel aan de Clarion Writers Workshop. Op 20-jarige leeftijd las VanderMeer The Infernal Desire Machines of Doctor Hoffman van Angela Carter. VanderMeer verklaarde dat de roman "mijn hoofd eraf brak, mijn hersenen opnieuw bedraadde: ik was nog nooit zulke proza tegengekomen en nog nooit zo'n passie en durf in een boek". Carters fictie inspireerde VanderMeer om zowel zijn schrijfstijl te verbeteren als onverschrokken te durven schrijven.
In 2003 trouwde VanderMeer met Ann Kennedy, redactrice van het kleine Buzzcity Press en het tijdschrift Silver Web en ze wonen in Tallahassee, Florida.

### Carrière
VanderMeer begon als schrijver aan het eind van de jaren tachtig terwijl hij nog op de middelbare school zat en leverde al snel enkele bijdragen aan tijdschriften. Gedurende deze tijd schreef VanderMeer een aantal korte horror- en fantasy-verhalen, waarvan sommige werden uitgebracht in zijn in 1989 zelfuitgegeven collectie The Book of Frog en de verhalenbundel The Book of Lost Places uit 1996. VanderMeer schreef ook poëzie, met zijn gedicht Flight Is for Those Who Have Not Yet Crossed Over, was hij in 1994 medewinnaar van Rhysling Award, en redigeerde twee nummers van het in eigen beheer uitgegeven zine Jabberwocky.
Een van Vandermeers vroegste successen was zijn verhalenbundel City of Saints and Madmen uit 2001, die zich afspeelde in de denkbeeldige stad Ambergris. Verscheidene van VanderMeers romans hebben ook plaats in Ambergris, onder andere Shriek: An Afterword uit 2006 en Finch uit 2009, waarvan de laatste een finalist was voor de Nebula Award voor beste roman. In 2000 won zijn novelle The Transformation of Martin Lake de World Fantasy Award.
VanderMeer werkte ook met andere media waaronder een film gebaseerd op zijn roman Shriek met een originele soundtrack van de rockband The Church. VanderMeer schreef ook een roman voor de Predator-serie van Dark Horse Comics, getiteld Predator: South China Seas en werkte samen met animator Joel Veitch aan een Play Station Europe-animatie van zijn verhaal A New Face in Hell.
In 2014 publiceerde Farrar, Straus and Giroux de Southern Reach-trilogie. Op acht maand tijd werden de drie romans Annihilation, Authority en Acceptance uitgebracht. De serie was succesvol met de Nebula- en Jackson-award voor Annihilation en de trilogie was finalist voor zowel de World Fantasy Award in 2015 en de Kurd-Laßwitz-Preis in 2016. In 2018 werd het eerste deel van de serie verfilmd met Natalie Portman, Gina Rodriguez, Tessa Thompson, Jennifer Jason Leigh en Oscar Isaac in de hoofdrollen.
In 2017 kwam Borne, een dystopische roman uit die goede kritieken kreeg. gevolgd in augustus 2017 door de novelle The Strange Bird: A Borne Story dat zich in dezelfde wereld afspeelt maar met andere personages.

### Non-fictie
- Why Should I Cut Your Throat? (2004)
- Booklife: Strategies and Survival Tips for the 21st Century Writer (2009)
- The Steampunk Bible (2010) (met S. J. Chambers)
- Monstrous Creatures: Explorations of Fantasy through Essays, Articles & Reviews (2011)
- Wonderbook: The Illustrated Guide to Creating Imaginative Fiction (2013)

### Collecties
- The Book of Frog (1989)
- The Book of Lost Places (1996)
- City of Saints and Madmen: The Book of Ambergris (2001)
  - City of Saints and Madmen (2002, uitbreiding van de 2001-editie)
  - City of Saints and Madmen (2004, uitbreiding van de 2002-editie)
- The Day Dali Died (2003)
- Secret Life (2004)
- VanderMeer 2005 (promotioneel, 2005)
- Secret Lives (2006)
- The Surgeon's Tale and Other Stories (met Cat Rambo, 2007)
- The Third Bear (2010)
- Area X: The Southern Reach Trilogy: Annihilation; Authority; Acceptance (2014)

### Korte fictie
- "Mansions of the Moon" (2001) in Nemonymous 1
- "My Report on the Secret Life of Shane Hamill" (2006) in Eidolon I
- "Fixing Hanover" (2008) in Extraordinary Engines en heruitgebracht in The Mammoth Book of Steampunk (2012)
- The Strange Bird (2017)

### Andere projecten
- The Kosher Guide to Imaginary Animals (met Ann VanderMeer, 2010)

### Uitgebrachte anthologieën
- Leviathan 1 (met Luke O'Grady, 1994)
- Leviathan 2 (met Rose Secrest, 1998)
- Leviathan 3 (met Forrest Aguirre, 2002)
- Album Zutique (2003)
- The Thackery T. Lambshead Pocket Guide to Eccentric & Discredited Diseases (met Mark Roberts, 2003)
- The New Weird (met Ann VanderMeer, 2007)
- Best American Fantasy (met Ann VanderMeer, 2007)
- Best American Fantasy: v. 2 (met Ann VanderMeer, 2008)
- Last Drink Bird Head, (2008)
- Steampunk (met Ann VanderMeer, 2008)
- Fast Ships, Black Sails, (met Ann VanderMeer, 2009) – Fantasy-piratenverhalen
- Steampunk II: Steampunk Reloaded (2010)
- The Thackery T. Lambshead Cabinet of Curiosities (met Ann VanderMeer, 2011)
- The Weird (met Ann VanderMeer, 2012)
- The Time Traveler's Almanac (met Ann VanderMeer, 2014)
- Sisters of the Revolution: A Feminist Speculative Fiction Anthology (met Ann VanderMeer, 2015)
- The Big Book of Science Fiction: The Ultimate Collection (met Ann VanderMeer, 2016)

## Prijzen en nominaties
VanderMeer werd 14 maal genomineerd voor de World Fantasy Award. Hij won ook een door NEA gefinancierde Florida Individual Writers' Fellowship, de Le Cafard Cosmique-prijs in Frankrijk en de Tähtifantasia Award in Finland, beiden voor City of Saints. VanderMeer was ook finalist voor de Hugo Award, Bram Stoker Award, International Horror Guild Award, Philip K. Dick Award en vele anderen. Romans zoals Veniss Underground en Shriek: An Afterword behaalden de lijsten van bestsellers van onder andere Amazon.com, The Austin Chronicle, de San Francisco Chronicle, en Publishers Weekly.
Gewonnen prijzen:
- 2000: World Fantasy Award voor de novelle The Transformation of Martin Lake[3]
- 2003: World Fantasy Award voor zijn anthologie Leviathan 3 (samen met Forrest Aguirre)
- 2012: World Fantasy Award voor zijn anthologie The Weird (samen met Ann VanderMeer)
- 2013: BSFA Award voor beste non-fictie voor Wonderbook[4]
- 2013: Locus Award voor beste non-fictie voor for Wonderbook
- 2014: Nebula Award voor beste roman voor Annihilation[5]
- 2014: Shirley Jackson Award voor beste roman voor Annihilation